# زبان اشاره هاوایی
زبان اشاره هاوایی زبان اشاره‌ای است که توسط ناشنوایان و کم شنوایان در هاوایی استفاده می‌شود. این زبان رو به انقراض است.